# Pierre Deligne
Pierre Deligne (n. 3 octombrie 1944, Etterbeek, Comunitatea Francofonă din Belgia⁠(d), Belgia) este un matematician câștigător al Premiului Abel în 2013.